# Thure von Uexküll

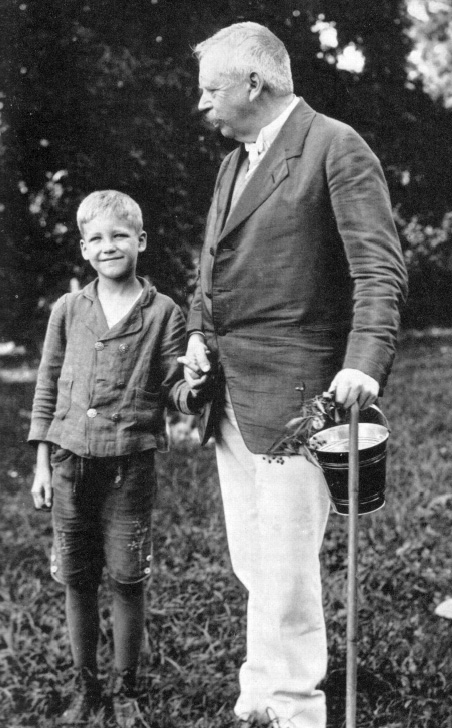
Jakob Johann von Uexküll con su hijo Thure en el verano de 1915.

Thure von Uexküll (15 de marzo de 1908, Heidelberg - 29 de septiembre de 2004, Friburgo), hijo de Jakob Johann von Uexküll, fue un médico y pionero de la medicina psicosomática en Alemania así como cofundador de la biosemiótica. Desarrolló el enfoque de su padre en el estudio de los sistemas vivos y lo aplicó en la medicina.

## Biografía
Fue director del Departamento médico ambulatorio en la Universidad de Gießen de 1955-1965 y director del Departamento de medicina interna y psicosomática en la Universidad de Ulm de 1966-1977.
Recibió el doctor honoris causa de la Universidad de Tartu en 1994.

## Obra
- Thure von Uexküll: Zeichen und Realität als anthroposemiotisches Problem. In: Oehler, Klaus (Hrsg.): Zeichen und Realität. Tübingen, Stauffenburg-Verlag 1984, Bd. 1, S. 61-72. ISBN 3-923721-81-1
- Psychosomatische Medizin. Theoretische Modelle und klinische Praxis, Herausgegeben von Rolf Adler, Urban & Fischer bei Elsevier, München & Jena 2011 ISBN 978-3-437-21831-6
- Thure von Uexküll (1974). Signs, Symbols and Systems. In: T. Sebeok, R. Posner (Hg). A semiotic Landscape. Den Haag, Paris, New York, pp. 487-492.
- Thure von Uexküll (1980). Die Umweltlehre als Theorie der Zeichenprozesse. In Th v. Uexküll (Hg): Jakob von Uexcküll. Kompositionslehre der Natur. Frankfurt, Berlin, Wien
- Thure von Uexküll (1982). Semiotics and medicine. Semiotica 38, 3/4: 205-215.
- Thure von Uexküll (1984). Semiotics and the problem of the observer. Semiotica 48, 3/4: 187-195.
- Thure von Uexküll (1985). Grundfragen der psychosomatischen Medizin. Rowohlt, mHamburg.
- Thure von Uexküll (1986). Medicine and Semiotics. Semiotica 61, 3/4: 201-217.
- Thure von Uexküll (1987). Die Wissenschaft von dem Lebendigen. In: Perspektiven der Philosophie. Neues Jahrbuch 1987, 13: 451-461.
- Thure von Uexküll (1989). Naturwissenschaft als Zeichenlehre. Merkur 43: 225 -234.
- Thure von Uexküll, Werner Geigges, Jörg Hermann (1993). Endosemiosis. Semiotica 96, 1/2: 5-51.
- Thure von Uexküll (1997). Biosemiose. In: R.Posner, K. Robering, T. Sebeok (HG). Semiotik. Walter de Gruyter, Berlin, New York, pp 447-457.
- Thure von Uexküll et al. (Hg) (1997). Psychosomatic Medicine. Urban & Fischer.
- Thure von Uexküll, Wolfgang Wesiak (1998). Theorie der Humanmedizin. Urban & Schwarzenberg. München, Wien, Baltimore. (3.Aufl.)

## Literatura
- Martin Krampen: Thure von Uexküll - Arzt, Wissenschaftler, Semiotiker. In: Zeitschrift für Semiotik 26(3/4) 2004. pág. 421-428
- Kalevi Kull, Jesper Hoffmeyer: Thure von Uexküll 1908–2004. In: Sign Systems Studies 33(2) 2005. pág. 487–494
- Rainer Otte: Thure von Uexküll. Von der Psychosomatik zur Integrierten Medizin, Vandenhoeck u. Ruprecht: Göttingen 2001